# Le Moss
Le Moss (1975-2000) est un cheval de course pur-sang anglais, spécialiste des courses de plat. S'exprimant sur longues distances, il fut l'un des meilleurs stayers de l'histoire et le seul à remporter la triple couronne des stayers (Ascot Gold Cup, Goodwood Cup, Doncaster Cup) à deux reprises.

## Carrière de courses

Casaque de Carlo d'Alessio

Propre frère de Levmoss, acquis pour 26 000 Guinées aux ventes de yearlings de septembre 1976 par l'Italien Carlo d'Alessio, entraîné par Henry Cecil à Newmarket et monté le plus souvent par Joe Mercer, Le Moss manque ses débuts à 2 ans sur le mile de Sandown. Henry Cecil n'insiste pas davantage et on retrouve le poulain au printemps 1978, directement sur longue distance. Il s'y révèle aussitôt, écrasant son maiden de 7 longueurs avant de remporter le Queen's Vase, de justesse, lors du meeting de Royal Ascot. L'été venu, il passe par la catégorie des gros handicap où il bat le solide Sea Pigeon, qui brille autant en plat qu'en obstacles. En guise de préparatoire au St. Leger, Le Moss enchaîne une quatrième victoire consécutive, mais dans la belle, il doit s'avouer vaincu, pour la première fois de la saison, face à un outsider, son contemporain Julio Mariner. 
À 4 ans, Le Moss semble intouchable. Il rentre victorieusement en mai et enchaîne les plus grands courses sur longues distances du calendrier anglais. Ça commence dans la plus prestigieuse de toutes, la Gold Cup d'Ascot, où, associé à Lester Piggott, il laisse ses adversaires à 7 longueurs. 7 longueurs encore le séparent de Arapahos à l'arrivée de la Goodwood Cup. Et si l'égard avec ce dernier se réduit dans la Doncaster Cup en septembre, Le Moss vient de boucler la triple couronne des stayers, comme seuls avant lui l'avaient fait Isonomy, en 1879, et Alycidon, en 1949 (et le premier à l'imiter sera Stradivarius quarante ans plus tard). L'année 1979 s'achève toutefois sur une fausse note : le champion est bien battu dans la Jockey Club Cup en octobre à Newmarket.
Le début de saison 1980 est marqué par une blessure, qui oblige Le Moss à faire sa rentrée directement dans la Gold Cup. Il va y rencontrer un adversaire peu ordinaire : l'Irlandais Ardross, son successeur et accessoirement son petit-neveu (c'est un petit-fils de Levmoss), futur star des stayers qui pour l'heure n'a à son actif qu'une victoire dans un groupe 2 à 3 ans, et fait ses débuts au plus haut niveau. L'impétrant devra patienter encore un peu avant de monter sur le trône, car c'est bien Le Moss qui dicte sa loi à Ascot. Et s'il ne l'avait pas compris, Le Moss lui réexplique deux fois, dans la Goodwood Cup et Doncaster Cup. Mais le changement de régime est imminent, car à chaque fois Le Moss doit s'employer et résister d'une encolure à son cadet. En attendant, le protégé de Henry Cecil vient de conquérir une deuxième triple couronne des stayers, ce qu'aucun n'avait fait avant lui, et aucun depuis. Incontestable champion européen des stayers, Le Moss achève sa carrière à Longchamp, dans le Prix Gladiateur. Mais ce qui devait consister à un jubilé laisse un petit goût d'inachevé car il est battu par la jument française Anifa, Joe Mercer prenant pour lui cette défaite inattendue, regrettant de n'avoir pas mis plus de rythme dans la course. Rien de quoi entamer toutefois le prestige de Le Moss.
Le Moss quitte la scène avec un rating Timeform de 135, le plus haut jamais décerné à stayer, deux livres plus haut que son propre frère Levmoss qui en 1969 avait non seulement régné sur les longues distances, mais remporté le Prix de l'Arc de Triomphe. En 1980, il obtient donc le meilleur rating européen derrière le champion sprinter Moorestyle. Dans leur livre de référence A Century of Champions, basé sur une révision des ratings Timeform, John Randall et Tony Morris lui attribuent un rating de 133 et le classent au 95e des meilleurs chevaux britanniques et irlandais du 20e siècle. De leur côté, les autorités de la FIAH octroient en 1980 un 129 Le Moss, à égalité avec Ela-Mana-Mou, derrière les 3 ans Moorestyle et le Français Argument. Mais lors d'un recalibrage des ratings historiques en 2013, les ratings de tous les chevaux de 1980 sont baissés de quatre livres, et Le Moss retombe à 125, comme Stradivarius quatre décennies plus tard. Rien qui entame toutefois le prestige de Le Moss, l'un des plus grands stayers de l'histoire.

### Résumé de carrière
| Date         | Hippodrome  | Pays        | Course          | Statut      | Distance    | Jockey         | Place       | Écart       | Vainqueur ou deuxième |
| 1977, 2 ans  | 1977, 2 ans | 1977, 2 ans | 1977, 2 ans     | 1977, 2 ans | 1977, 2 ans | 1977, 2 ans    | 1977, 2 ans | 1977, 2 ans | 1977, 2 ans           |
| ------------ | ----------- | ----------- | --------------- | ----------- | ----------- | -------------- | ----------- | ----------- | --------------------- |
| 19 octobre   | Sandown     | Royaume-Uni | Maiden          |             | 1 600 m     | Joe Mercer     | 7e / 24     | 6           | Crested Grebe         |
| 1978, 3 ans  |             |             |                 |             |             |                |             |             |                       |
| 20 mai       | Newmarket   | Royaume-Uni | Maiden          |             | 2 800 m     | Joe Mercer     | 1er / 13    | 7           | Knighthood            |
| 21 juin      | Ascot       | Royaume-Uni | Queen's Vase    | Gr. 3       | 3 200 m     | G. Baxter      | 1er / 12    | tête        | Antler                |
| 17 juillet   | Ayr         | Royaume-Uni | Tennent Trophy  | Handicap    | 3 000 m     | G. Baxter      | 1er / 7     | encolure    | Sea Pigeon            |
| 26 août      | Goodwood    | Royaume-Uni | March Stakes    |             | 2 800 m     | Joe Mercer     | 1er / 5     | 2           | Obraztsovy            |
| 16 septembre | Doncaster   | Royaume-Uni | St Leger        | Gr. 1       | 2 920 m     | Joe Mercer     | 2e / 14     | 1 ½         | Julio Mariner         |
| 1979, 4 ans  |             |             |                 |             |             |                |             |             |                       |
| 26 mai       | Haydock     | Royaume-Uni | Lymm Stakes     |             | 3 200 m     | Joe Mercer     | 1er / 3     | 2 ½         | John Cherry           |
| 21 juin      | Ascot       | Royaume-Uni | Gold Cup        | Gr. 1       | 4 000 m     | Lester Piggott | 1er / 6     | 7           | Buckskin              |
| 2 août       | Goodwood    | Royaume-Uni | Goodwood Cup    | Gr. 2       | 4 200 m     | Joe Mercer     | 1er / 5     | 7           | Arapahos              |
| 13 septembre | Doncaster   | Royaume-Uni | Doncaster Cup   | Gr. 3       | 3 600 m     | Joe Mercer     | 1er / 5     | 3/4         | Arapahos              |
| 6 octobre    | Newmarket   | Royaume-Uni | Jockey Club Cup | Gr. 3       | 3 200 m     | Joe Mercer     | 5e / 8      | 3 ¾         | Nicholas Bill         |
| 1980, 5 ans  |             |             |                 |             |             |                |             |             |                       |
| 19 juin      | Ascot       | Royaume-Uni | Gold Cup        | Gr. 1       | 4 000 m     | Joe Mercer     | 1er / 8     | 3/4         | Ardross               |
| 31 juillet   | Goodwood    | Royaume-Uni | Goodwood Cup    | Gr. 2       | 4 200 m     | Joe Mercer     | 1er / 5     | encolure    | Ardross               |
| 11 septembre | Doncaster   | Royaume-Uni | Doncaster Cup   | Gr. 3       | 3 600 m     | Joe Mercer     | 1er / 5     | encolure    | Ardross               |
| 28 septembre | Longchamp   | France      | Prix Gladiateur | Gr. 3       | 4 000 m     | Joe Mercer     | 2e / 7      | 1/2         | Anifa                 |

## Au haras
En 1980 et pour £ 250 000, la McGrath Trust Company avait racheté Le Moss, qu'elle avait elle-même élevé, en vue de sa carrière d'étalon, tandis que le champion continuait à se produire en pistes sous les couleurs de Carlo d'Alessio. Le champion revient donc au haras où il est né, Brownstown Stud, pour y devenir étalon. Il n'a eu aucun succès comme étalon de plat, et a vite été réorienté vers l'élevage de chevaux d'obstacles, où il a plutôt réussi jusqu'à sa mort en 2000, à 25 ans.  

## Origines
Dépourvu des courants de sang à la mode et des étalons-stars de l'élevage mondial (pas de Northern Dancer ou de Mr. Prospector à l'horizon ici), le pedigree sent bon le terroir irlandais et pourtant, en y regardant de plus près, on y découvre vitesse et classicisme. Appartenant à l'élevage McGrath, le père de Levmoss, Le Levanstell, fut un excellent miler, auteur du doublé estival Sussex Stakes / Queen Elizabeth II Stakes et a plutôt bien réussi au haras, puisqu'il est aussi le père du crack My Swallow, qui passait à 2 ans pour meilleur que ses contemporains Mill Reef et Brigadier Gerard. 
L'origine de la tenue à toute épreuve de Levmoss est donc plutôt à chercher du côté maternel. Fille de Ballymoss, qui remporta entre autres l'Arc et le St. Leger, Feemoss, la mère, était une très bonne jument, puisqu'elle remporta les prisées Blandford Stakes sur 2 400 mètres. Mais elle fut surtout une fantastique reproductrice. Elle eut neuf produits. Les trois qu'elle eut avec Le Levanstell furent autant de véritables champions, et on peut se demander pourquoi ses propriétaires ne les ont pas mariés chaque année, puisque cinq des six autres étaient atteints de lenteur. Feemoss est la mère de :
- 1965 - Levmoss (Le Levanstell) : Prix du Cadran, Ascot Gold Cup, Prix de l'Arc de Triomphe
- 1966 - Santamoss (Santa Claus) : 3e Blandford Stakes, Desmond Stakes
- 1967 - Sweet Mimosa (Le Levanstell) : Prix de Diane. 3e Irish Oaks, mère de :
  - Fleur Royale (1983, Mill Reef) : Pretty Polly Stakes, 2e Irish Oaks, mère de :
    - Casey Tibbs (1994, Sadler's Wells) : Ballysax Stakes (Gr.3), 2e Secretariat Stakes (Gr.1)

  - Sweet Habit (1976, Habitat), mère de :
    - Nomrood (1983, Alleged) : 2e William Hill Futurity
- 1975 - Le Moss
- 1978 - December Blossom (Condorcet), mère de :
  - Lomond Blossom (1985, Lomond) : Killavullan Stakes (Gr.3).

Feevagh, la deuxième mère de Levmoss, était elle aussi une jument de tenue, lauréate des Yorkshire Oaks, et la troisième mère, Astrid Wood, se classa troisième des Beresford Stakes.

### Pedigree
| Origines de Le Moss (IRE), mâle alezan né en 1975 | Origines de Le Moss (IRE), mâle alezan né en 1975 | Origines de Le Moss (IRE), mâle alezan né en 1975 | Origines de Le Moss (IRE), mâle alezan né en 1975 |
| ------------------------------------------------- | ------------------------------------------------- | ------------------------------------------------- | ------------------------------------------------- |
| Père Le Levanstell                                | Le Lavandou                                       | Djebel                                            | Tourbillon                                        |
| Père Le Levanstell                                | Le Lavandou                                       | Djebel                                            | Loika                                             |
| Père Le Levanstell                                | Le Lavandou                                       | Lavande                                           | Rustom Pasha                                      |
| Père Le Levanstell                                | Le Lavandou                                       | Lavande                                           | Livadia                                           |
| Père Le Levanstell                                | Stella's Sister                                   | Ballyogan                                         | Fair Trial                                        |
| Père Le Levanstell                                | Stella's Sister                                   | Ballyogan                                         | Serial                                            |
| Père Le Levanstell                                | Stella's Sister                                   | My Aid                                            | Knight of the Garter                              |
| Père Le Levanstell                                | Stella's Sister                                   | My Aid                                            | Flying Aid                                        |
| Mère Feemoss                                      | Ballymoss                                         | Mossborough                                       | Nearco                                            |
| Mère Feemoss                                      | Ballymoss                                         | Mossborough                                       | All Moonshine                                     |
| Mère Feemoss                                      | Ballymoss                                         | Indian Call                                       | Singapore                                         |
| Mère Feemoss                                      | Ballymoss                                         | Indian Call                                       | Flittemere                                        |
| Mère Feemoss                                      | Feevagh                                           | Solar Slipper                                     | Windsor Slipper                                   |
| Mère Feemoss                                      | Feevagh                                           | Solar Slipper                                     | Solar Flower                                      |
| Mère Feemoss                                      | Feevagh                                           | Astrid Wood                                       | Bois Roussel                                      |
| Mère Feemoss                                      | Feevagh                                           | Astrid Wood                                       | Astrid (famille 1-k)                              |